# Leichtathletik-Länderkämpfe mit deutscher Beteiligung 1939
| Leichtathletik-Länderkämpfe mit deutscher Beteiligung 1939 | Leichtathletik-Länderkämpfe mit deutscher Beteiligung 1939 | Leichtathletik-Länderkämpfe mit deutscher Beteiligung 1939 | Leichtathletik-Länderkämpfe mit deutscher Beteiligung 1939 |
| ---------------------------------------------------------- | ---------------------------------------------------------- | ---------------------------------------------------------- | ---------------------------------------------------------- |
|                                                            |                                                            |                                                            |                                                            |
| 1. Länderkampf 1939, Geher (M): SWE – GER                  |                                                            |                                                            |                                                            |
| Motala 28./29. Mai 1939                                    | Motala 28./29. Mai 1939                                    | 1. SWE 2. GER                                              | 24 P 19 P                                                  |
| 2. Länderkampf 1939, Männer: GER – FRA                     |                                                            |                                                            |                                                            |
| München 2. Juli 1939                                       | München 2. Juli 1939                                       | 1. GER 2. FRA                                              | 106 P 45 P                                                 |
| 3. Länderkampf 1939, Männer: LUX – GER                     |                                                            |                                                            |                                                            |
| Esch 2. Juli 1939                                          | Esch 2. Juli 1939                                          | 1. GER 2. LUX                                              | 95 P 41 P                                                  |
| 4. Länderkampf 1939, Männer: DNK – GER                     |                                                            |                                                            |                                                            |
| Kopenhagen 2. Juli 1939                                    | Kopenhagen 2. Juli 1939                                    | 1. GER 2. DNK                                              | 101 P 79 P                                                 |
| 5. Länderkampf 1939, Männer: ITA – GER                     |                                                            |                                                            |                                                            |
| Mailand 15./16. Juli 1939                                  | Mailand 15./16. Juli 1939                                  | 1. GER 2. ITA                                              | 110,5 P 67,5 P                                             |
| 6. Länderkampf 1939, Männer: GER – YUG / GER – ROU         |                                                            |                                                            |                                                            |
| Klagenfurt 29./30. Juli 1939                               | Klagenfurt 29./30. Juli 1939                               | 1. GER 2. YUG                                              | 108,5 P 65,5 P                                             |
| Klagenfurt 29./30. Juli 1939                               | Klagenfurt 29./30. Juli 1939                               | 1. GER 2. ROU                                              | 116 P 58 P                                                 |
| 7. Länderkampf 1939, Frauen: GER – NLD                     |                                                            |                                                            |                                                            |
| Aachen 6. August 1939                                      | Aachen 6. August 1939                                      | 1. GER 2. NLD                                              | 62 P 30 P                                                  |
| 8. Länderkampf 1939, Frauen: GER – ITA                     |                                                            |                                                            |                                                            |
| Dresden 13. August 1939                                    | Dresden 13. August 1939                                    | 1. GER 2. ITA                                              | 56 P 28 P                                                  |
| 9. Länderkampf 1939, Männer: GER – ENG                     |                                                            |                                                            |                                                            |
| Köln 20. August 1939                                       | Köln 20. August 1939                                       | 1. GER 2. ENG                                              | 93,5 P 42,5 P                                              |
| 10. Länderkampf 1939, Männer: GER – BEL                    |                                                            |                                                            |                                                            |
| Krefeld 26. August 1939                                    | Krefeld 26. August 1939                                    | 1. GER 2. BEL                                              | 48,5 P 28,5 P                                              |
| Chronik                                                    |                                                            |                                                            |                                                            |
| ← Länderkämpfe 1938                                        | ← Länderkämpfe 1938                                        | Länderkämpfe 1940 →                                        | Länderkämpfe 1940 →                                        |

Im Jahr 1939 wurden zehn Leichtathletikländerkämpfe ausgetragen. Damit blieb die Anzahl dieser Vergleiche trotz des im September beginnenden Zweiten Weltkriegs auf einem Niveau wie in den letzten beiden Jahren.

## Sport und Machtpolitik des Deutschen Reichs im Jahr 1939
Seit dem Arier-Erlass aus dem Jahr 1933 war es für jüdische Sportlerinnen und Sportler nicht mehr möglich, an Sportveranstaltungen wie Deutschen Meisterschaften oder Länderkämpfen teilzunehmen. So drückten die Nationalsozialisten dem Sport ihren Stempel auf.
Die Annexion Österreichs im März 1938 sowie die Zerschlagung der Tschechoslowakei im September 1938 durch das nationalsozialistische Deutschland führten dazu, dass die österreichischen und tschechoslowakischen Spitzensportler vereinnahmt und im Rahmen von Länderkämpfen oder anderen Sportveranstaltungen nun ohne weitere Formalia für Deutschland eingesetzt wurden. Dies traf zum Beispiel zu für den Stabhochspringer Josef Haunzwickel oder den Dreispringer Karl Kotratschek.

## Flagge des Deutschen Reichs
Mit dem Reichsflaggengesetz (RGBl. I S. 1145) verordnete der Reichstag vom 15. September 1935 an für alle offiziellen Anlässe des Deutschen Reichs den Einsatz einer neuen Reichsflagge. Auch für Sportereignisse und die Darstellung von Sportresultaten wurde im Deutschen Reich von da an diese Flagge eingesetzt. So lässt es sich nicht vermeiden, die Fahne mit dem Hakenkreuzsymbol im Sinne einer zeitgerechten Darstellung auch hier in Wikipedia-Artikeln zu verwenden.

## Bilanz
Von den zehn Ländervergleichen des Jahres 1939 trugen acht die Männer und zwei die Frauen aus.
An zwei Terminen fanden wie schon mehrfach in den vergangenen Jahren mehrere Länderkämpfe gleichzeitig statt, sodass die Spitzenathleten auf verschiedene Teams aufgeteilt werden mussten und dadurch auch Sportler aus der zweiten Reihe ihre Chance bekamen. Zunächst war dies der Fall des Wochenendes am 2. Juli. Die Männer traten in München gegen Frankreich, in Esch gegen Luxemburg und in Kopenhagen gegen Dänemark an. Am 29./30. Juli gab es in Klagenfurt eine Begegnung der Männer mit Jugoslawien und am selben Ort zur selben Zeit mit Rumänien. Alle diese Aufeinandertreffen endeten mit deutschen Erfolgen.
Der erstmals 1937 ausgetragene reine Vergleich der Geher mit Schweden stand 1939 nun zum dritten Mal auf dem Programm. Neue Gegner in den weiteren Aufeinandertreffen gab es für die Männer mit Luxemburg und Rumänien. Auch die Frauen trafen mit Italien in einem ihrer beiden Vergleiche auf einen für sie neuen Gegner.
Niederlagen mussten die Athleten wie im letzten Jahr nur in einem Vergleich einstecken. Das war der Fall im Wettkampf der Geher gegen Schweden. Alle anderen neun Ländervergleiche konnten erfolgreich gestaltet werden. Die Männer hatten damit am Ende der Saison in ihren seit dem ersten Länderkampf 1921 insgesamt 61 Vergleichen 53 Siege erzielt und acht Niederlagen erlitten. Nur gegen Finnland und die USA hatte Deutschland bei all seinen Vergleichen den Kürzeren gezogen. Alle weiteren Bilanzen mit anderen Gegnern außer Schweden waren positiv und außer gegen England 1937 hatte es keine weitere Niederlage gegeben.
Die Frauen bauten ihre positive Bilanz mit ihren zwei Erfolgen in diesem Jahr weiter aus. Sie hatten damit seit dem ersten Frauenländerkampf 1928 nun neun Siege errungen, dagegen standen drei Niederlagen. Verloren hatten die Frauen zweimal gegen England und einmal gegen das Britische Empire. Jeweils einen Sieg hatte es gegeben gegen England, Japan und Italien, dreimal erfolgreich waren Deutschlands Leichtathletinnen gegen die Niederlande und gegen Polen.
In der Gesamtsumme aller Länderkämpfe mit deutscher Beteiligung hatten Deutschlands Leichtathleten von 73 Vergleichen 62 gewonnen und elf verloren. Eine der Niederlagen stammte dabei aus einem zweiten Platz in einem von Schweden siegreich gestalteten Fünf-Länderkampf.

## Wertungsmodus
Die Regeln zur Punktevergabe in den verschiedenen Begegnungen blieben zwar weiterhin unterschiedlich, doch in der Einzelwertung begann sich ein Wertungssystem zu etablieren, das nur im Vergleich mit der Schweiz nicht zur Anwendung kam. Üblicherweise wurden die Punkte folgendermaßen verteilt; Pl. 1: 5 P, Pl. 2: 3 P, …, Pl. 4: 1 P. In den Staffeln dagegen wurden ganz unterschiedliche Wertungen eingesetzt.

## Geher-Länderkampf der Männer gegen Schweden
Als erster Ländervergleich mit deutscher Beteiligung der Saison 1939 stand der dritte Gehwettbewerb an, der wiederum mit Schweden ausgetragen wurde. In diesem Jahr fand die Begegnung wieder früh in der Saison am 28./29. Mai im schwedischen Motala statt. Wie in den vorangegangenen Aufeinandertreffen standen mit den Gehdistanzen über zehn und 25 Kilometer zwei Wettbewerbe auf dem Programm, in denen jeweils drei Geher pro Land antraten. Die Wertung wurde übernommen vom letzten Jahr, der Sieger erhielt sieben Punkte, der Zweite fünf, der Dritte vier Punkte usw. Der sechste Platz stand noch mit einem Punkt zu Buche. Mit 19 zu 24 Punkten gab es hier die einzige deutsche Niederlage des Jahres in einem Leichtathletik-Länderkampf.

## Länderkampf der Männer gegen Frankreich
Trotz der kritischen politischen Lage in Europa verbunden mit einer drohenden Kriegsgefahr stand der traditionelle Vergleich mit Frankreich als zweiter Länderkampf des Jahres 1939 am 2. Juli in München an. Ausgetragen wurde die Begegnung nun schon zum dreizehnten Mal. Allerdings war diese Länderkampfserie wegen der nachfolgenden Kriegsereignisse hier vorerst beendet. Das nächste Aufeinandertreffen mit Frankreichs Leichtathleten gab es erst wieder 1954. Gewertet wurde hier nach dem später üblichen System. Einzeldisziplinen: Pl. 1: 5 P, Pl. 2: 3 P, …, Pl. 4: 1 P / Staffel: Pl. 1: 3 P, Pl. 2: 1 P. Wie in allen Vergleichen mit Frankreich bisher setzte sich Deutschland mit 106 zu 45 Punkten sehr klar durch. Parallel zu diesem Wettkampf wurden zum selben Datum zwei weitere Begegnungen veranstaltet, sodass die deutsche Männermannschaft wieder einmal drei unterschiedliche Teams zusammenstellen musste.

## Länderkampf der Männer gegen Luxemburg
Das dritte Aufeinandertreffen des Jahres 1939 brachte mit Luxemburg wieder einmal einen Premierengegner. Ausgetragen wurde der Vergleich am 2. Juli im luxemburgischen Esch parallel mit zwei anderen Länderkämpfen. Gewertet wurde in den Einzeldisziplinen wie im Vergleich am Wochenende zuvor gegen Frankreich nach dem üblichen System. In den Staffeln wurden jeweils fünf zu zwei Punkte vergeben. Mit 95 zu 41 Punkten gab es auch hier einen deutlichen Sieg für Deutschlands Leichtathleten.

## Länderkampf der Männer gegen Dänemark
Der vierte Vergleich der deutschen Leichtathleten wurde wie die beiden Begegnungen mit Frankreich und Luxemburg am 2. Juli durchgeführt. Der Gegner war Dänemark, auf den die deutschen Leichtathleten zum dritten Mal trafen. Gastgeber war in diesem Jahr die dänische Hauptstadt Kopenhagen. Eine Besonderheit bestand hier wie schon in der ersten Begegnung 1937 in der Teilnehmerzahl. In den technischen Disziplinen sowie der einzigen Staffel war das Format wie immer, in den Einzellaufdisziplinen jedoch traten drei Athleten je Nation an. Die Wertung in den Einzeldisziplinen richtete sich umgekehrt an der Platzierung aus, das heißt (1) in den Läufen: Pl. 1: 6 P, Pl. 2: 5 P, …, Pl. 6: 1 P / (2) in den Sprung-/Stoß- und Wurfwettbewerben: Pl. 1: 4 P, Pl. 2: 3 P, …, Pl. 4: 1 P. In der einzigen Staffel gab es für Platz eins drei Punkte und für Platz zwei einen Punkt. Das Ergebnis lautete am Ende 101 zu 79 Punkte für Deutschland.

## Länderkampf der Männer gegen Italien
Am 15./16. Juli kam es im fünften Länderkampf des Jahres 1939 zum ersten Vergleich der Männer in einem Zwei-Länderkampf mit Italien. In einem Fünf-Länderkampf mit Schweden, Japan und Ungarn waren die beiden Länder 1935 allerdings bereits einmal aufeinander getroffen. Damals hatte Deutschland Platz zwei und Italien Platz fünf belegt. Wegen des erweiterten Wettkampfprogramms wurde die nun anstehende Veranstaltung verteilt auf zwei Tage ausgetragen. Veranstaltungsort war die italienische Stadt Mailand. Die Wertung in den Einzeldisziplinen wurde anders als üblich vorgenommen. Sie richtete sich wie im Vergleich mit Dänemark umgekehrt an der Platzierung aus, das heißt: Pl. 1: 4 P, Pl. 2: 3 P, …, Pl. 4: 1 P. Die Staffeln wurden mit drei zu eins gewertet. Deutschland siegte mit 110,5 zu 67,5 Punkten.

## Länderkampf der Männer gegen Jugoslawien und gegen Rumänien
Am 29./30. Juli gab es eine Neuerung in der Durchführung von Länderkämpfen. In Klagenfurt trafen Deutschlands Leichtathleten mit Jugoslawien und Rumänien auf zwei Gegner gleichzeitig. Jede der drei Nationen trat in den Einzelwettbewerben mit jeweils zwei Startern an, in den Staffeln mit jeweils einem Team. Die Wertung erfolgte dann entsprechend der Platzierungen getrennt einmal für den Vergleich zwischen Deutschland und Jugoslawien und zum anderen für das Aufeinandertreffen zwischen Deutschland und Rumänien. Wie in den Begegnungen mit Dänemark und Italien richtete sich die Einzelwertung ganz einfach umgekehrt an der Platzierung aus. In den Staffeln gab es vier zu eins Punkte.
Gegen Jugoslawien gewann Deutschland mit 108,5 zu 65,5 Punkten, gegen Rumänien mit 116 zu 58 Punkten.

## Länderkampf der Frauen gegen die Niederlande
Im siebten Vergleich des Jahres 1939 waren die Frauen zum ersten Mal in dieser Saison an der Reihe Am 6. August trugen sie ihre dritte Begegnung mit den Niederlanden aus. In Aachen stand wieder das komplette Frauenangebot der damaligen Zeit mit neun Disziplinen auf dem Programm. Gewertet wurde in den Einzelwettbewerben wie üblich und in der Staffel mit drei zu eins. Deutschlands Leichtathletinnen besiegten die Niederländerinnen am Ende mit 62 zu 30 Punkten.

## Länderkampf der Frauen gegen Italien
Eine Woche nach der Begegnung mit den Niederlanden trafen Deutschlands Leichtathletinnen wie die Männer einige Wochen zuvor auf Italien. Am 13. August wurde die Begegnung in Dresden ausgetragen. Auch für die Frauen stand dieser Vergleich zum ersten Mal auf dem Programm, In den Einzeldisziplinen wurde wieder einmal nicht nach dem später standardisierten System gewertet. Stattdessen erhielt die Siegerin eines Wettbewerbs vier statt fünf Punkte. Die Staffel wurde mit drei zu eins gewertet. Deutschlands Sportlerinnen besiegten ihre Konkurrentinnen mit 56 zu 28 Punkten.

## Länderkampf der Männer gegen England
Im insgesamt neunten Länderkampf des Jahres wurde am 20. August die Begegnung der Männer mit England ausgetragen. Gastgeber dieses Aufeinandertreffens war Köln. Auf diesen Gegner trafen Deutschlands Leichtathleten jetzt zum vierten Mal. Zwei Mal hatte Deutschland triumphiert, das letzte Treffen 1937 hatte dagegen England gewonnen. Die Einzeldisziplinen wurden standardmäßig gewertet, die Staffeln mit vier zu eins Punkten. Mit 93,5 zu 42,5 Punkten konnte Deutschland diesmal wieder einen Erfolg verbuchen.

## Länderkampf der Männer gegen Belgien
Am 26. August, nur wenige Tage vor dem Ausbruch des Zweiten Weltkriegs, kam es zum zehnten und letzten Länderkampf in diesem Jahr. Der Gegner in Krefeld hieß Belgien. Vorgesehen für diese Begegnung waren ursprünglich eigentlich zwei Tage. Doch die Veranstaltung wurde am Ende des ersten Tages nach nur sieben Wettbewerben abgebrochen. Die Punkteverteilung in den Einzeldisziplinen entsprach dem Standard. In der Staffel wurde mit drei zu eins gewertet. Nach dem Abbruch des Aufeinandertreffens lag Deutschland mit 48,5 zu 28,5 Punkten vorn.

## Hinweis/Einzelnachweis
1. ↑  Historie, Abschnitt 7: 24.09.1935. Deutscher Olympischer Sportbund, dosb.de, abgerufen am 12. Dezember 2024
2. ↑  siehe dazu den Abschnitt „Geschichte“ im Artikel Sportverband